# Lernapar
Lernapar (en arménien Լեռնապար ; jusqu'en 1978 Haykakan Pamb ou Gharakilisa) est une communauté rurale du marz d'Aragatsotn, en Arménie. Elle compte 662 habitants en 2009.